# Hermetia cingulata
Hermetia cingulata är en tvåvingeart som beskrevs av Greene 1940. Hermetia cingulata ingår i släktet Hermetia och familjen vapenflugor.
Artens utbredningsområde är Panama. Inga underarter finns listade i Catalogue of Life.